# علی الحسن
علی الحسن (عربی: علي الحسن؛ زادهٔ ۴ مارس ۱۹۹۷) بازیکن فوتبال اهل عربستان سعودی است که در پست هافبک برای باشگاه فوتبال النصر بازی میکند.  

## زندگی شخصی
وی برادر عباس الحسن بازیکن فوتبال میباشد.

## افتخارات

### النصر
- سوپرجام فوتبال عربستان : ۲۰۲۰
- جام قهرمانان باشگاه‌های عربی :  ۲۰۲۳